# Centrální hřbitov v Pardubicích
Centrální hřbitov v Pardubicích se nachází 2,5 kilometru jižně od pardubického zámku v ulici Pod Břízkami 990 v městské části Nové Jesenčany, Pardubice V – Zelené Předměstí.
Jeho rozloha je přibližně 6,2 hektaru. Jeho severovýchodní oddělenou část tvoří Nový židovský hřbitov.

## Historie
Současně se stavbou kostela svatého Jana Křtitele roku 1507 byl kolem něj založen hřbitov. Jeho stavebník Vilém z Pernštejna nařídil pohřbívat sem všechny křesťany bez ohledu na vyznání. Byl to tehdy vzácný důkaz náboženské snášenlivosti.
Při Josefínských reformách vznesla 16. listopadu 1784 krajská správa požadavek založit nový hřbitov mimo město. Vhodný pozemek byl nalezen až roku 1883 nedaleko Nových Jesenčan na jižním okraji katastru.
Hřbitovy navrhl profesor Antonín Barborka. Jejich prostor vymezil na ploše jižně od železniční trati současně s plánováním rozvoje čtvrti Zelené předměstí. Některé ostatky a náhrobky byly od kostela na nový hřbitov přeneseny.

### Krematorium
Krematorium na Centrálním hřbitově bylo postaveno v letech 1921 až 1923 podle plánů architekta Pavla Janáka. Zároveň byl při něm zřízen urnový háj podle návrhu architekta Karla Řepy.

### Vojenská část
Za 1. světové války byli v západní části hřbitova pohřbíváni vojáci zemřelí ve vojenské nemocnici zvané „Karanténa“. Jednalo se o 513 Turků, 108 Rusů, 194 Čechů, 2 Rumuni, 35 Italů, 64 Němců, 1025 neznámé národnosti, celkem 1941 osob.
Roku 1951 vznikl v urnovém háji památník všem obětem obou světových válek. Památník je složen z jednotlivých válečných hrobů a členěn podle národnosti padlých. Jsou zde uloženy ostatky 27 sovětských vojáků, jednoho anglického zajatce, třech vojáků protektorátního vládního vojska a 210 německých vojáků. V přední části hřbitova se nachází památník sovětských vojáků.
20. května 1998 zde byl odhalen pomník 513 tureckým vojákům z 1. světové války.

### Osobnosti
Výběr osobností pohřbených na Centrálním hřbitově:
- Antonín Barborka (1835–1891) – profesor reálky
- Rudolf Borovec (1915–1944) – škpt, letec-partyzán
- Evžen Čihák (1885–1958) – průkopník letectví
- František V. Danihelka (1911–1970) – akademický malíř
- Václav Diviš (1839–1934) – přednosta ŽS, architekt
- Václav Durych (1863–1897) – redaktor a buditel
- Bóža Dvořák (1864–1954) – architekt a konzervátor
- Jaroslav Grus (1891–1983) – akademický malíř
- Hübnerova rodina (1840–1903) – majitelé továrny Hübner-Opitz
- Vincenc Chomrák (1871–1935) – průkopník sportů
- Jiří Jizba (1873–1942) – filolog a překladatel
- Jan Kašpar (1883–1927) – inženýr, první český aviatik
- Antonín Kobera (1885–1909) – redaktor
- Alfred Kraus (1824–1909) – místodržitel Českého království
- Viktor von Kraus (1844–1923) – rakousko-uherský generál
- Karel Krpata (1900–1972) – advokát a spisovatel
- František Kuchynka (1848–1938) – podnikatel a politik
- Ladislav Machoň (1888–1973) – architekt
- Josef Odkolek (1850–1933) – mlynář a poslanec
- Jan Perner (1815–1845) – inženýr, projektant železnic (ostatky přeneseny)
- Josef Pírka (1861–1942) – fotograf a malíř
- František Václav Potěšil (1831–1858) – akademický malíř
- Josef Prokop (1872–1933) – továrník a starosta
- Michal Rabas (1964–2007) – hejtman pardubického kraje
- Ota Resch (1888–1929) – sportovec
- Karel Řepa (1895–1963) – akademický architekt
- Karel V. Seydler (1847–1883) – profesor historie
- Stanislav Schulhof (1864–1919 ) – lékař a esperantista
- Antonín Staude (1824–1893) – sochař
- Jan Šír (1868–1928) – akademický malíř
- Josef Šrůtek (1839–1909) – učitel a hudebník
- Jiří Toman (1924–1972) – grafik, animátor a fotograf
- Otakar Trnka (1871–1919) – ministr veřejných prací
- Ludvík Vacátko (1873–1956) – akademický malíř
- Václav Vokolek (1871–1952) – knihtiskař
- Vlastimil Vokolek (1903–1985) – knihtiskař
- Vojmír Vokolek (1910–2001) – akademický malíř
- Václav Zahálka (1883–1941) – sochař a kameník
- Eduard Zajíček (1843–1876) – spisovatel a redaktor